# 알 누르 타워
알 누르 타워(Al Noor Tower)는 모로코 카사블랑카에 건설될 예정이었던 540미터 높이의 마천루이다. 만약 건설되었다면 아프리카에서 가장 높은 건물이 되었을 것이다. 이 타워의 개념은 두바이에 기반을 둔 프랑스 디자이너 아메데 산탈로가 만들었다. 소유주는 오사마 빈라덴의 이복형제인 셰이크 타레크 빈 라덴이다. 이 프로젝트는 2018년에 취소되었다.

## 같이 보기
- 모로코의 마천루 목록
- 아프리카의 마천루 목록